# Nick Charles
Nicholas Charles Nickeas (30 de junio de 1946 - 25 de junio de 2011) fue un comentarista deportivo y periodista americano. Fue uno de los primeros presentadores de televisión de la CNN, y ganó tres Premios CableACE por mejor programa de deportes durante sus 17 años de cargo como coanfitrión de Sports Tonight. Fue un graduado de Columbia College Chicago.

## Vida personal
Charles nació en Chicago, Illinois. Su madre es de ascendencia siciliana, griega y su padre es espartano griego. Charles tiene cuatro hijos y tres nietos con su tercera esposa, Cory. Su hijo Jason es un empresario y propietario de una compañía de producciones audiovisuales en Tempe, Arizona.

### Cáncer
En 2009, Charles fue diagnosticado con cáncer metastásico de la vejiga. Él había estado grabando mensajes de vídeo para su familia y amigos para mostrar después de su muerte. CNN informó su muerte el sábado 25 de junio de 2011.